# Tiracola pallidistigma
Tiracola pallidistigma là một loài bướm đêm trong họ Noctuidae.